# Masan
Masan (del coreano: 마산) es una región administrativa perteneciente a Changwon, la capital de Gyeongsang del Sur, Corea del Sur. Anteriormente era una ciudad independiente y la antigua capital de la provincia, pero en 2010 se fusionó con las vecinas Changwon y Jinhae para formar un solo municipio.

## Historia
Durante el dominio mongol de Kublai Kan, la villa fue conocida como Happo (合浦) y desde allí tuvo lugar en 1274 el primer intento de invasión mongol a Japón.
Sin más importancia a lo largo de su historia que la de una villa pesquera, a finales del siglo XIX se abrió un puerto para comerciar con Japón. Durante la guerra de Corea fue uno de los escenarios de la Batalla del Perímetro de Pusan (1950). Con la industrialización de Corea del Sur a partir de los años 1960, la población se multiplicó hasta superar los 400.000 habitantes y se desarrolló una importante industria textil, química y pesquera.
En 1960, Masan fue escenario de una manifestación para reclamar medidas democráticas que fue reprimida con violencia por orden del presidente Syngman Rhee. Esta marcha supuso un punto de inflexión para el derrocamiento de Rhee y el inicio de la Segunda República de Corea del Sur.
Dado que el área metropolitana de Changwon había superado el millón de habitantes en 2009, los ayuntamientos de Changwon, Masan y Jinhae llegaron a un acuerdo para fusionarse en un solo municipio (Changwon) y solicitar la condición de «ciudad metropolitana». Masan quedó dividida en dos distritos: Masanhoewon y Masanhappo.